# Тихвинский уезд
Тихвинский уезд — один из уездов Новгородской губернии и наместничества (1773—1918), а затем Череповецкой губернии (1918—1927). Уездный город — Тихвин.

## История

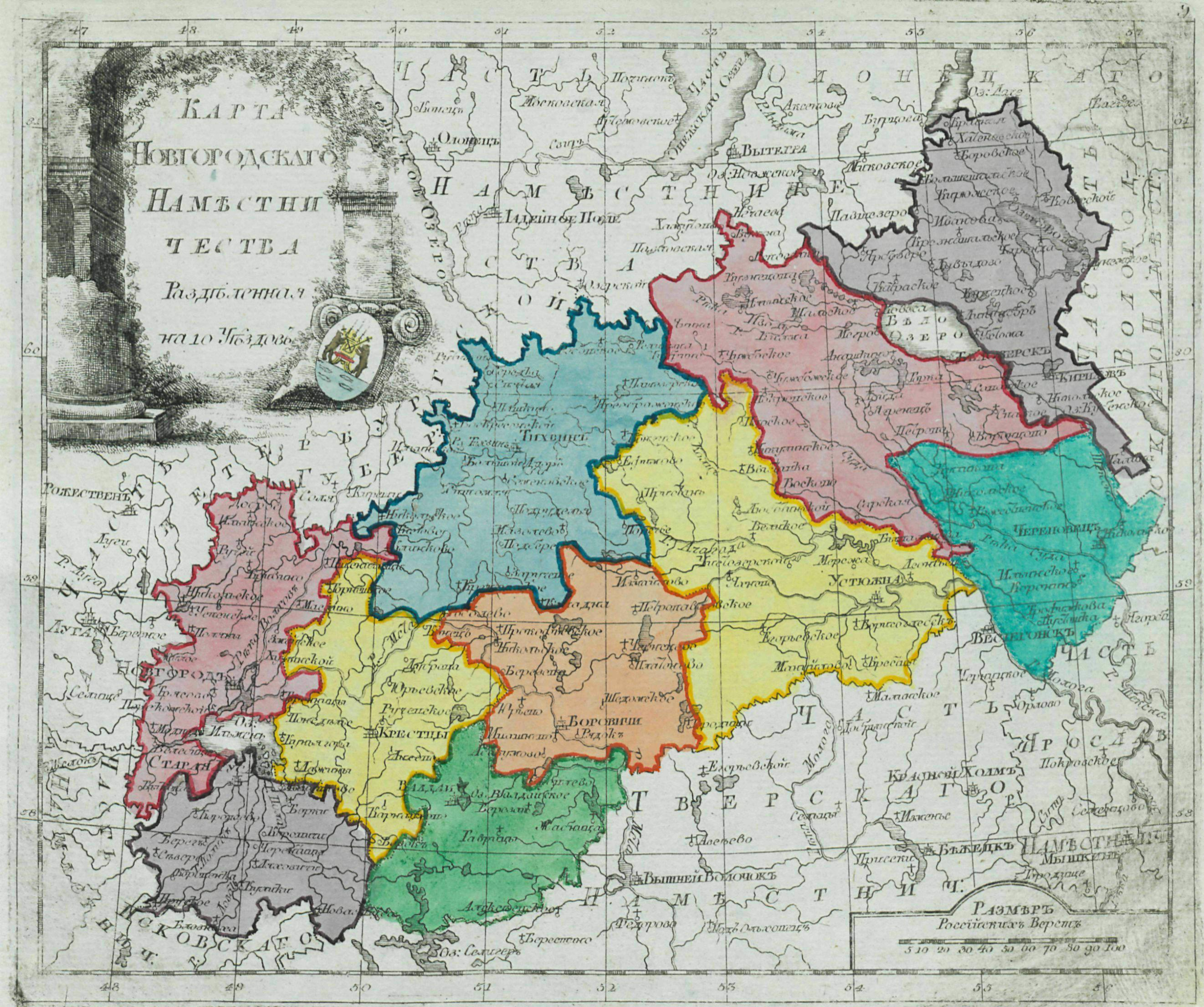
Тихвинский уезд, 1792 год

Тихвинский уезд был образован в 1776 году в ходе административной реформы Екатерины II. В XIX веке, со времён административной реформы при Александре I, был самым крупным уездом губернии.
В 1897 году население уезда составляло 99 367 человек, родным языком указывали русский — 90 290, чудский — 7136, карельский — 1371.

## Административно-территориальное устройство

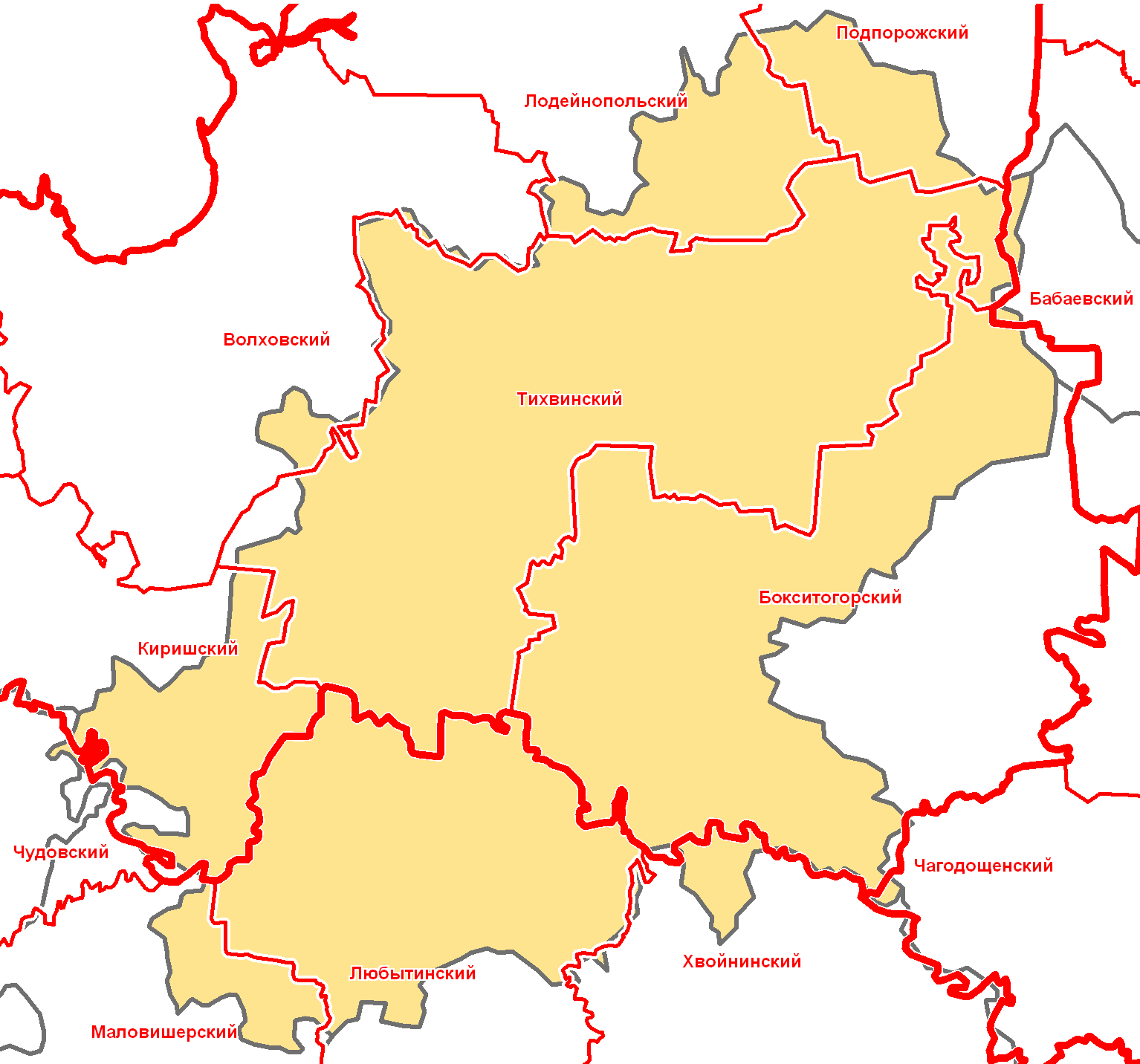
Тихвинский уезд в современной сетке районов

В 1890 году в состав уезда входило 22 волостей
| № п/п | Волость        | Волостное правление  | Число селений | Население |
| ----- | -------------- | -------------------- | ------------- | --------- |
| 1     | Анисимовская   | пог. Волоково        | 42            | 3229      |
| 2     | Большегорская  | пог. Колбицкий       | 51            | 4881      |
| 3     | Большедворская | д. Большой Двор      | 43            | 4334      |
| 4     | Борисовщинская | д. Радогощь          | 69            | 3308      |
| 5     | Васильковская  | д. Кукуй             | 33            | 4169      |
| 6     | Деревская      | д. Окулово           | 69            | 5841      |
| 7     | Жуковская      | д. Жуково            | 63            | 4688      |
| 8     | Заборовская    | д. Большое Заборовье | 28            | 2014      |
| 9     | Звонецкая      | д. Звонец            | 44            | 3103      |
| 10    | Костринская    | д. Новое Андреево    | 37            | 5512      |
| 11    | Красноборская  | д. Красный Бор       | 54            | 4709      |
| 12    | Кузьминская    | д. Кузьминская       | 58            | 3526      |
| 13    | Куневичская    | д. Куневичи          | 52            | 3217      |
| 14    | Лукинская      | ус. Григорово        | 45            | 3243      |
| 15    | Недашецкая     | д. Петровская Гора   | 32            | 4567      |
| 16    | Новинская      | д. Новинка           | 49            | 4391      |
| 17    | Обринская      | д. Лученская Горка   | 48            | 3024      |
| 18    | Пелдушская     | д. Пёлдуши           | 40            | 2370      |
| 19    | Саньковская    | д. Саньково          | 24            | 1794      |
| 20    | Сугровская     | д. Сугорово          | 43            | 4978      |
| 21    | Тарантаевская  | с. Озерёво           | 30            | 2441      |
| 22    | Усадьевская    | д. Тидворье          | 36            | 3472      |

В 1913 году в состав уезда также входило 22 волости.

## Уездные предводители дворянства[5]
| Ф,И,О                           | Чин                              | Года      |
| ------------------------------- | -------------------------------- | --------- |
| Теглев Александр Яковлевич      | Капитан-лейтенант                | 1827-1832 |
| Унковский Никифор Никифорович   | Коллежский асессор               | 1833-1838 |
| Бровцын Федот Сергеевич         | Лейтенант                        | 1839-1841 |
| Арбузов Егор Петрович           | Лейтенант                        | 1843-1844 |
| Арцыбашев Иван Дмитриевич       | Чиновник 12 класса               | 1845-1847 |
| Унковский Николай Иванович      | Штабс-ротмистр                   | 1848-1850 |
| Кобылин Алексей Васильевич      | Ротмистр                         | 1851-1855 |
| Киов Михаил Степанович          | Штабс-ротмистр                   | 1856      |
| Тимирев Иван Иванович           | Капитан-лейтенант                | 1857-1859 |
| Фок Александр Александрович     | Штабс-капитан                    | 1860-1862 |
| Киов Александр Михайлович       | Титулярный советник              | 1863-1865 |
| Фок Борис Александрович         | Коллежский секретарь             | 1866-1868 |
| Унковский Николай Иванович      | Майор                            | 1869-1871 |
| Швахгейм Аркадий Константинович | Капитан                          | 1872-1875 |
| Апрелев Николай Васильевич      | Ротмистр                         | 1875-1877 |
| Агафонов Кронид Петрович        | Гвардии капитан                  | 1878-1886 |
| Швахгейм Аркадий Константинович | Капитан                          | 1887      |
| Агафонов Владимир Кронидович    | Штабс-капитан в отставке         | 1888-1889 |
| Буткевич Михаил Николаевич      | Действительный статский советник | 1890 -    |